# Agrypon flaveolatum
Agrypon flaveolatum is een insect dat behoort tot de orde vliesvleugeligen (Hymenoptera) en de familie van de gewone sluipwespen (Ichneumonidae). De wetenschappelijke naam van de soort werd voor het eerst geldig gepubliceerd door Gravenhorst in 1807.
Deze soort werd uit Europa in Canada ingevoerd om de kleine wintervlinder (Operophtera brumata) te bestrijden, een plaag voor appelbomen en eiken; dit gebeurde eerst in Nova Scotia in 1956-58, en later in Brits-Columbia in 1979-81. In beide gevallen bleek de populatie van de wintervlinder na de introductie sterk te verminderen en bleef die onder controle.